# 真蕈珊瑚
真蕈珊瑚（学名：Fungia fungites）为蕈珊瑚科蕈珊瑚屬下的一个种。